# (11193) Mérida
(11193) Mérida es un asteroide que forma parte del cinturón de asteroides y fue descubierto por Orlando Antonio Naranjo desde el Observatorio Astronómico Nacional de Llano del Hato, Mérida, Venezuela, el 11 de diciembre de 1998.

## Designación y nombre
Mérida recibió inicialmente la designación de 1998 XN96.
Más adelante, en 2001, se nombró por la ciudad venezolana de Mérida.

## Características orbitales
Mérida está situado a una distancia media del Sol de 3,198 ua, pudiendo alejarse hasta 3,679 ua y acercarse hasta 2,717 ua. Tiene una inclinación orbital de 2,424 grados y una excentricidad de 0,1503. Emplea en completar una órbita alrededor del Sol 2089 días. El movimiento de Mérida sobre el fondo estelar es de 0,1723 grados por día.

## Características físicas
La magnitud absoluta de Mérida es 12,8.